# Al-Rafid, Syria
Al-Rafid (tiếng Ả Rập: الرفيد) là một ngôi làng ở miền nam Syria, một phần hành chính của Chính quyền Quneitra (Cao nguyên Golan), thuộc một phần của tỉnh thuộc Vùng Lực lượng Quan sát Disengribution của Liên Hợp Quốc. Theo Cục Thống kê Trung ương Syria, al-Rafid có dân số 2.263 trong cuộc điều tra dân số năm 2004.
Thị trấn đã được tuyên bố bởi lực lượng ủng hộ Assadist trong cuộc Nội chiến Syria.